# 2025年西藏地震
2025年1月7日9时05分（UTC+8），中华人民共和国西藏自治区日喀则市定日县发生地震，規模Ms 6.8或MW 7.1，震源深度约为10千米。截至1月9日9时，地震已造成126人遇难、350人受伤。地震也造成尼泊爾13人受傷，印度北部地區輕微受損。整個南亞地區都有震感。這次地震是自2021年5月瑪多地震以來中國最大的地震，也是自2023年12月積石山地震以來死亡人數最多的地震。  地震由正斷層活動引起，起源於大陸地殼內部，深度10 km（6.2 mi）。

## 构造背景
青藏高原是中国地震最强烈的地区，自1997年藏北无人区玛尼发生7.9级大地震以来，中国大陆内部震级在7.0级以上的大地震基本上都发生在青藏高原及其邻近地区。
地震震中位于青藏高原的拉萨地块内部，距离地震最近的断层为登么错断裂，距离约11公里，震源机制为拉张型破裂。印度板块与欧亚板块碰撞造成的青藏高原隆升、地壳缩短增厚和广泛的高原变形，是控制中国西部构造变形的主要动力学机制。青藏高原南部地区同时受到南北向挤压和东西向拉张应力作用，高原内部发育有近南北向和近东西向的两种典型断裂。在这种强烈地壳形变作用下，拉萨地块及周缘断裂带活动尤为强烈。1950年以来，拉萨地块共发生6级以上地震21次，最大为2017年西藏米林6.9级地震。中国地震台网中心专家认为，此次地震属于拉萨地块的一次能量释放。
应急管理部国家自然灾害防治研究院首任院长、中国地质大学（北京）教授徐锡伟接受《中国科学报》采访时表示，此次地震断层为正断层型，表现为青藏高原南北向挤压和东西向拉伸条件下的地壳变形。相对来说，逆冲型地震通过断层滑动造成地壳缩短，走滑型地震通过断层滑动引起地壳的剪切破裂释放弹性应变能，而正断层型地震则通过断层滑动引起地壳拉伸。这次地震接近7.0级，且深度相对较浅，极震区（震中及其附近区域）地震烈度最高可能达到9度，破坏性较强。根据现有地震波反演结果可知，这次地震可能会沿近南北向的发震断层——登么错断裂产生约40公里的地表破裂带，垂直升降位移可能会达到1米左右，造成地壳的东西向伸展。

## 震害情况
震源机制解反演结果显示，本次地震为具有少许走滑分量的正断型地震，震源持续时间23秒左右，矩率函数的峰值时刻第13秒，此次地震极有可能破裂到了地表。断层走向可能是北北东-南南西或北北西-南南东。且本次地震预估的能量震级为Me 7.1，大于MW 7.1，说明同样大小地震相比，在近场会感受到震感比较强烈。USGS的反演结果表明，最大位移距离介于1.3米至1.6米。而根据哨兵1号的InSAR结果，最大水平向位移达到0.29米、垂直向位移达到-0.75米。
最大烈度IX度，VI度区以上面积约39,075km²，IX度区涉及长所乡、措果乡、郭加乡、曲洛乡、加措乡、曲当乡，面积约671km²，但震源附近人员稀少。根据全球地震响应快速评估系统(PAGER)，预计遇难人数在100到1,000人之间。直接经济损失最有可能在10亿至100亿美元之间，这小于当年中国GDP的1％，大约有3.8万人暴露在VI（强烈）及以上的震动。
本次地震，定日县及周边震感十分明显，邻国尼泊尔、不丹、印度乃至距离震中更远的孟加拉国亦有明显震感。截至1月7日13时57分，共记录到3.0级及以上余震17次，其中4.0-4.9级地震3次，3.0-3.9级地震14次，最大余震为1月13日20时58分定日县发生的5.0级地震。
| 时间            | 震中位置 | 坐标                              | 震级 | 震源深度 （千米） |
| --------------- | -------- | --------------------------------- | ---- | ----------------- |
| 1月7日09时05分  | 定日县   | 28°30′N 87°27′E / 28.5°N 87.45°E  | 6.8  | 10                |
| 1月7日09时24分  | 定日县   | 28°21′N 87°22′E / 28.35°N 87.37°E | 4.4  | 10                |
| 1月7日09时31分  | 定日县   | 28°46′N 87°30′E / 28.77°N 87.5°E  | 3.8  | 10                |
| 1月7日09时37分  | 定结县   | 28°22′N 87°40′E / 28.36°N 87.67°E | 4.2  | 10                |
| 1月7日09时43分  | 定结县   | 28°13′N 87°38′E / 28.22°N 87.63°E | 4.1  | 10                |
| 1月7日09时59分  | 拉孜县   | 28°56′N 87°29′E / 28.93°N 87.49°E | 3.9  | 10                |
| 1月7日10时01分  | 拉孜县   | 28°51′N 87°31′E / 28.85°N 87.51°E | 3.4  | 10                |
| 1月7日10时04分  | 拉孜县   | 28°52′N 87°31′E / 28.86°N 87.52°E | 3.0  | 10                |
| 1月7日10时22分  | 定日县   | 28°47′N 87°28′E / 28.78°N 87.47°E | 3.0  | 10                |
| 1月7日10时27分  | 定日县   | 28°31′N 87°28′E / 28.51°N 87.47°E | 3.8  | 10                |
| 1月7日10时32分  | 定日县   | 28°38′N 87°30′E / 28.64°N 87.5°E  | 3.2  | 10                |
| 1月7日10时34分  | 定日县   | 28°24′N 87°26′E / 28.4°N 87.44°E  | 3.9  | 10                |
| 1月7日11时19分  | 拉孜县   | 29°01′N 87°31′E / 29.01°N 87.52°E | 3.7  | 10                |
| 1月7日11时27分  | 拉孜县   | 28°58′N 87°31′E / 28.97°N 87.51°E | 3.6  | 10                |
| 1月7日11时41分  | 定日县   | 28°55′N 87°26′E / 28.91°N 87.43°E | 3.5  | 10                |
| 1月7日11时45分  | 定日县   | 28°42′N 87°22′E / 28.7°N 87.36°E  | 3.5  | 10                |
| 1月7日11时52分  | 定日县   | 28°54′N 87°28′E / 28.9°N 87.46°E  | 3.2  | 10                |
| 1月7日13时57分  | 定日县   | 28°47′N 87°30′E / 28.78°N 87.5°E  | 3.9  | 10                |
| 1月13日20時57分 |          |                                   | 4.9  | 10                |
| 1月13日20時58分 |          |                                   | 5.0  | 10                |
| 1月18日23時36分 |          |                                   | 4.6  | 10                |
| 1月19日0時26分  |          |                                   | 4.2  | 10                |

此次地震导致定日县及附近的拉孜县、萨迦县等多地不同程度受灾。截至1月10日，中国境内已确认至少126人遇难、337人受伤，27248户房屋受损、3612户房屋倒塌，震中附近亦有停水停电报告，大批民众在室外避难。
受地震影响，出于安全考虑，位于定日县境内的珠穆朗玛峰景区于1月7日10时起暂停对外开放，恢复时间另行通知。
另外，地震导致219国道定日县措果乡路段发生塌陷。地震还导致拉日铁路一度停运。铁路部门在地震后封锁了拉日铁路卡如站至日喀则西（含）间线路，并在杰琼站扣停C885次列车，1月7日当天日喀则至拉萨的C886次旅客列车也临时停运。
地震还导致定日县的751个移动通讯基站中退服96个，退服率12.78%，影响用户600余户，并导致西藏移动曲洛乡光缆中断，西藏电信曲当乡1处本地网断点，西藏联通长所乡、措果乡2处本地网断点，但暂未出现通信全阻的乡镇。
此外，地震也对临近的尼泊尔及印度造成了一定破坏，并引起当地民众的恐慌。截至1月7日，尼泊尔境内共有13人在此次地震中受伤，并造成该国境内多座房屋受损。尼泊尔首都加德满都一男子在地震后从房顶跳下时摔伤，尼泊尔一座警察局建筑也轻微受损。印度比哈尔邦也报告了房屋受损的情况。

## 赈灾举措

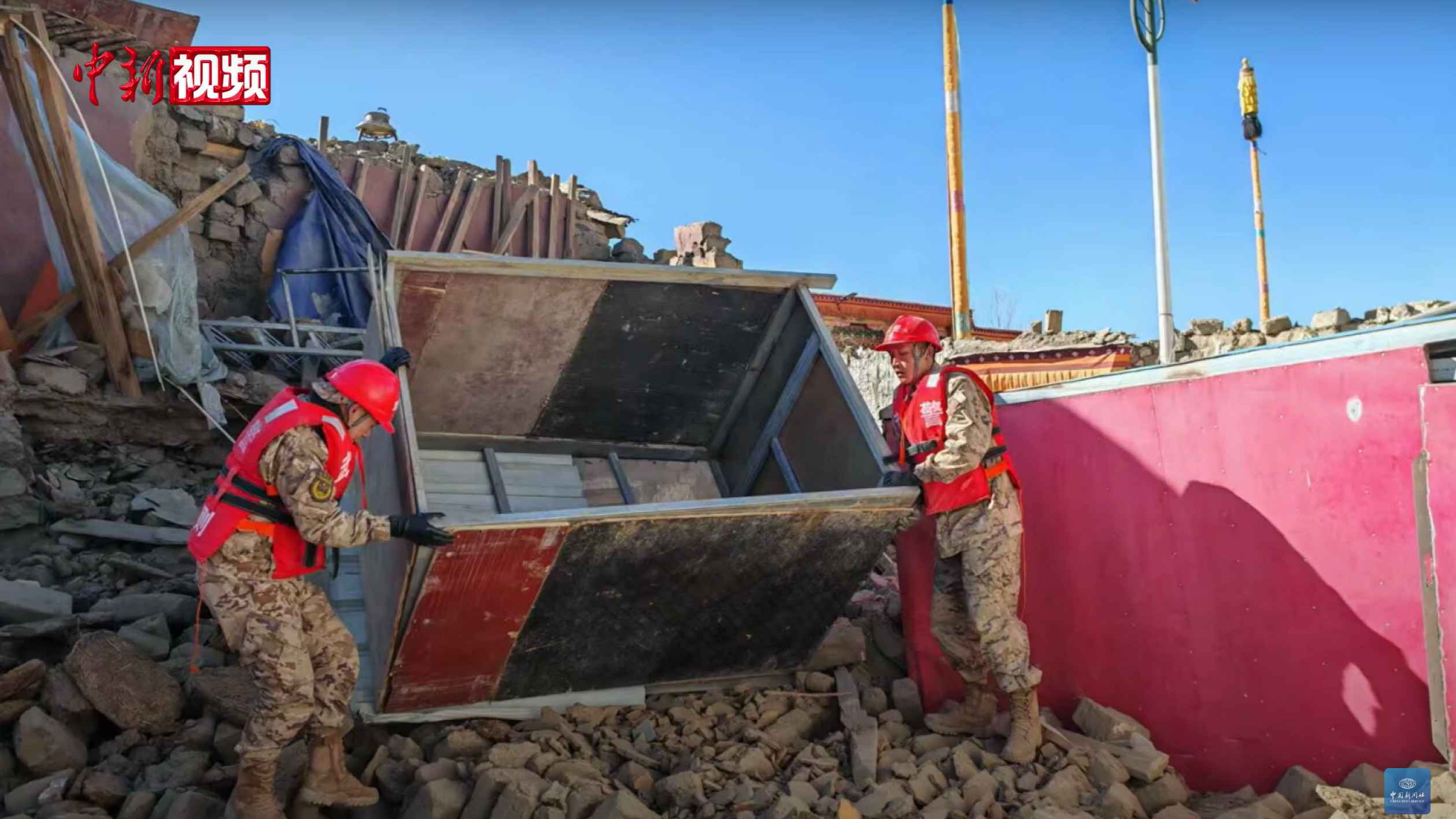
武警救援人员开展搜救工作。

中共中央总书记、国家主席习近平地震当天就救灾工作作出指示，国务院总理李强亦作出批示，要求全力开展人员搜救及伤员救治、尽最大努力减少伤亡，并确保群众安全温暖过冬。国务院副总理张国清率有关部门负责人赶赴现场指导救援处置工作。中共中央政治局常务委员会1月9日召开会议，研究部署西藏定日抗震救灾工作，就后续工作作出要求。中共中央组织部从代中央管理的党费中向西藏划拨人民币5000万元，用于支持抗震救灾等工作。
针对此次地震，西藏自治区已启动二级响应，并于1月7日晚间升为一级响应。中共西藏自治区党委书记王君正赴现场指挥救灾工作，西藏多支救援队伍赶赴灾区开展工作。截至1月7日中午，当地消防救援队伍已派出1,500余人前往震中附近排查搜救。
国务院抗震救灾指挥部办公室、应急管理部启动地震三级应急响应，并派出工作组赶赴震区指导抗震救灾工作，之后又提升为二级响应。国家防灾减灾救灾委员会办公室、应急管理部启动四级救灾应急响应，之后又提升为三级响应；两部门还会同国家粮食和物资储备局紧急向灾区调拨棉帐篷、棉大衣、棉被、折叠床等2.2万件中央救灾物资以及高寒高海拔地区特殊救灾物资。中国红十字会也紧急调拨救灾物资4,600件（套），并派出工作组前往灾区。国家发改委紧急下拨人民币1亿元用于灾后恢复工作，财政部和应急管理部也紧急预拨人民币1亿元用于救灾工作。国家卫健委也调派了重症医学、骨科和急诊科等专业专家赶赴地震灾区开展支援。
中国气象局于1月7日11时启动地震灾害气象服务三级应急响应，西藏自治区气象局根据实际研判进入相应应急响应状态。
自然资源部针对西藏启动地质灾害防御Ⅳ级响应，之后提升为Ⅲ级，并派出司局级领导带队的工作组赴现场指导开展次生地质灾害排查、抢险救援技术支撑等工作。
水利部7日上午启动水利抗震Ⅳ级应急响应。西藏自治区水利厅组织日喀则市及定日县、定结县、萨迦县、拉孜县等开展水利工程险情排查工作，初步排查未发现重大险情。
地震发生后，中国人民解放军西部战区派出无人机赴震中勘察情况，同时西部战区空军多架运输机、医疗机、直升机和地面兵力集结待命，西部战区前进指挥所人员已搭乘运-20运输机奔赴灾区。截至1月7日下午，武警西藏总队30名官兵作为先头力量已抵达震区，另有359名官兵正赶往灾区，此外还有150余名武警官兵集结待命。
为保障抗震救灾工作，日喀则市公安局交通警察支队1月7日起对318国道、219国道日喀则境内部分路段实施交通管制，禁止除执行抗震救灾任务的应急救援车辆、运输抗震救灾物资车辆以及指挥车辆外的所有车辆驶入。另外，经过排查，拉日铁路被封锁路段已恢复通车，被扣停的C885次旅客列车安全抵达日喀则站；铁路部门当天傍晚加开临时旅客列车以疏导乘客。定日县措果乡219国道发生路基塌陷的路段，经过抢修，已恢复半幅通行。截至1月7日18时，所有受损路段均已抢通。另外，经过抢修，受灾较重的硕果乡、长所乡、曲洛乡通讯已基本恢复。
1月19日凌晨零時起，西藏自治區應急指揮部終止西藏自治區地震一級應急響應，轉入安置救助及恢復重建。

## 各界反应
中华人民共和国外交部发言人郭嘉昆在例行记者会上介绍：截至1月8日11时，俄罗斯、巴基斯坦、尼泊尔、吉尔吉斯斯坦、哈萨克斯坦、塔吉克斯坦、越南、马来西亚、马尔代夫、日本、古巴、委内瑞拉、塞尔维亚、白俄罗斯、西班牙、意大利、阿塞拜疆、格鲁吉亚、阿曼、格林纳达、萨尔瓦多、乌兹别克斯坦等22国领导人，以及印度、巴西、埃及、阿联酋、土耳其、巴林、伊朗等国外交部，联合国秘书长古特雷斯、上海合作组织秘书长叶尔梅克巴耶夫、中美洲议会议长埃尔南德斯以不同方式向中方表示慰问。中方对此表示衷心感谢。
美国驻华使领馆、丹麦驻华大使馆、韩国驻华大使馆通过在社交媒体发文的方式对地震遇难者表示深切哀悼，向遇难者家属致以诚挚慰问。
中华民国总统赖清德在社交媒体X上发文，向遇难者家属表示诚挚慰问。海基会和大陆委员会通过致函和发文的方式向中国大陆方面表达慰问。中共中央台湾工作办公室对台湾各界和民众向定日地震灾区表达关心慰问表示感谢。
海外流亡藏人方面，西藏人民議會发表声明，向遇难者家属致哀；第十四世达赖喇嘛发表声明，对西藏喜马拉雅地区发生的强烈地震“深感悲痛”。